# Thomas Pridgen
Thomas Pridgen (* 23. listopadu 1983) je americký bubeník. V roce 2006 se stal členem skupiny The Mars Volta, kterou opustil o tři roky později. Se skupinou nahrál alba The Bedlam in Goliath (2008) a Octahedron (2009). V roce 2014 hrál se skupinami Trash Talk a Suicidal Tendencies. Počínaje rokem 2012 hrál se skupinou The Memorials. Během své kariéry spolupracoval s mnoha dalšími hudebníky, mezi něž patří například Christian Scott, Bill Laswell a Juliette Lewis. Rovněž hrál na sólových nahrávkách Omara Rodrígueze-Lópeze, dalšího člena kapely The Mars Volta.